# Christina av Lothringen
Christina av Lothringen, född 16 augusti 1565 i Bar-le-Duc, död 19 december 1637 i Florens, var storhertiginna av Toscana; gift 1589 med storhertig Ferdinand I av Toscana. Hon var regent för sin sonson under hans omyndighet gemensamt med sin svärdotter från 1621 till 1627.

## Biografi
Dotter till hertig Karl III av Lothringen och den franska prinsessan Claude av Valois. 
Christina var föremål för många olika äktenskapspartier och långdragna förhandlingar innan hon 1586 blev gift med Toscanas tronföljare, som hade avsagt sig sitt prästämbete för att kunna efterträda sin barnlöse bror. Hon anlände dock inte till Italien förrän 1589, där hon välkomnades med stora festligheter. 
Hon beskrivs som intellektuell, intresserade sig för de senaste vetenskapliga landvinningarna och stod i kontakt med Galileo. Hon bekostade en bok till försvar för honom, Lettere copernicane datata (1615), med syftet att bevisa att hans teser inte motsade religionen.
Efter sin sons död 1621 blev förmyndare för sin minderårige sonson tillsammans med sin svärdotter och delade därmed även regentskapet i Toscana med denna fram till sonsonens myndighetsdag. Deras samregering fick inget gott omdöme av samtiden.